# Miskolc fejező pallosai
Miskolc a fejező pallosait Zsigmond és  II. Lajos királytól kapta 1395-ben, illetve 1519-ben, így a város a 14. század végétől saját hatáskörében ítélkezési és pallosjoggal bírt. A két miskolci pallost a Herman Ottó Múzeum őrzi.

## Történetük

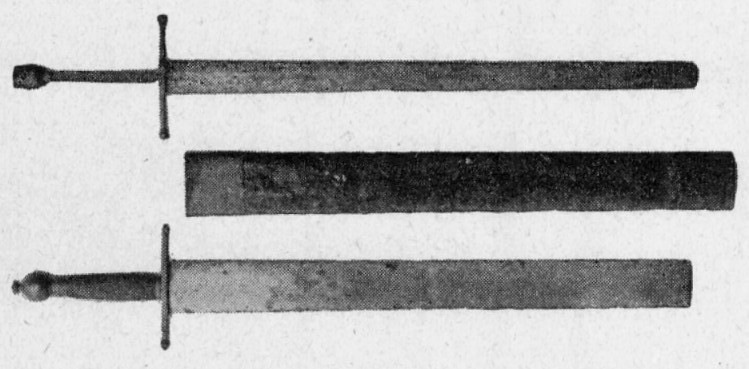
Miskolc két fejező pallosa

A pallosjogot a királyok adományozhatták vármegyéknek, jelentősebb városoknak és földesuraknak, és ezek a kiváltságot valamilyen módon jelezték is (például a városházán pallost tartó karral, a birtok határán állított akasztófával stb.). A pallos egyenes, széles pengéjű kard, a penge többnyire kétélű, és tompa végben végződik. A középkorban fegyverként használták, általában kétkezes változatban. A későbbiekben kiszorította a könnyebben kezelhető egyeneskard és szablya, a pallost pedig fővesztéses kivégzéseknél használták. A szokásjog szerint pallos általi halálra a nemeseket ítélték, a köznépet akasztották vagy kerékbe törték, ritkán más módon végezték ki.
Először Zsigmond király adott pallosjogot Miskolc városának. Az erről szóló oklevél 1395. évi október 2-án kelt Modoron. „A város kérelme folytán, annak hűségére való tekintettel, megengedi, hogy MISKOWCZ város a nyilvános tolvajokat, rablókat, ismert gonosztevőket határán belül elfoghatja, bilincsekbe verheti, kínozhatja, kerékbe törheti, szóval kivégezheti.” A város által ez alkalomból készíttetett pallos 101 centiméter hosszú, ebből a vércsatornával rendelkező penge 79 centimétert tesz ki. A penge lefelé keskenyedő, fent 5, lent 4 centiméter széles, és ívesen végződik. A pallos lapján egyik oldalon akasztófát mutató, 3,5 centiméter magas bemélyített véset van, amit arannyal töltöttek ki, a másik oldalon egy 1,6 cm átmérőjű, háromküllős kerék helyezkedik el, utalva a kerékbe törésre. Az egyenes keresztvas 18 centiméter hosszú, a végein egy-egy gombbal, és a pengénél 9 milliméter vastag. A markolat burkolata már nincs meg, de eredetileg rovátkolt barna bőrrel volt bevonva (Szendrei János felmérése idején még látható volt). A markolatgomb kétarcú Janus-fejet ábrázol.
Miskolc másodszor II. Lajostól kapott pallosjogot. Erről a Budán, 1519. június 16-án kelt oklevél rendelkezik, hogy „mások elrettentő példájára – a bűnösnek feje vétessék”. Ez a kereken 1 méter hosszú, az előzőtől súlyosabb pallos nem rendelkezik vércsatornával, a penge 77,5 centiméter hosszú, végig azonos szelességű (7,25 centiméter), és egyenesen záródik. A keresztvas 18 centiméter hosszú, a sárgaréz láncszemekből készült sodronnyal borított markolat 4 centiméter vastag. Sárgarézből készült gombján még egy kisebb gomb ül. A pallosnak megvan a tokja is, ez vastag fekete bőrből készült, 81 centiméter hosszú, 9 centiméter széles, csipkézett szélű, sárgaréz pánttal.
A kivégzéseket hóhér hajtotta végre a város piacán vagy a Tetemvár mögötti Akasztóbércen, korábban az Avas keleti végén található Hóhérbástyán. A pallosokat évszázadokon át a városházán őrizték, és 1899-ben kerültek a múzeum állományába.

## Kondai Kiss Mihály főbíró lefejezése

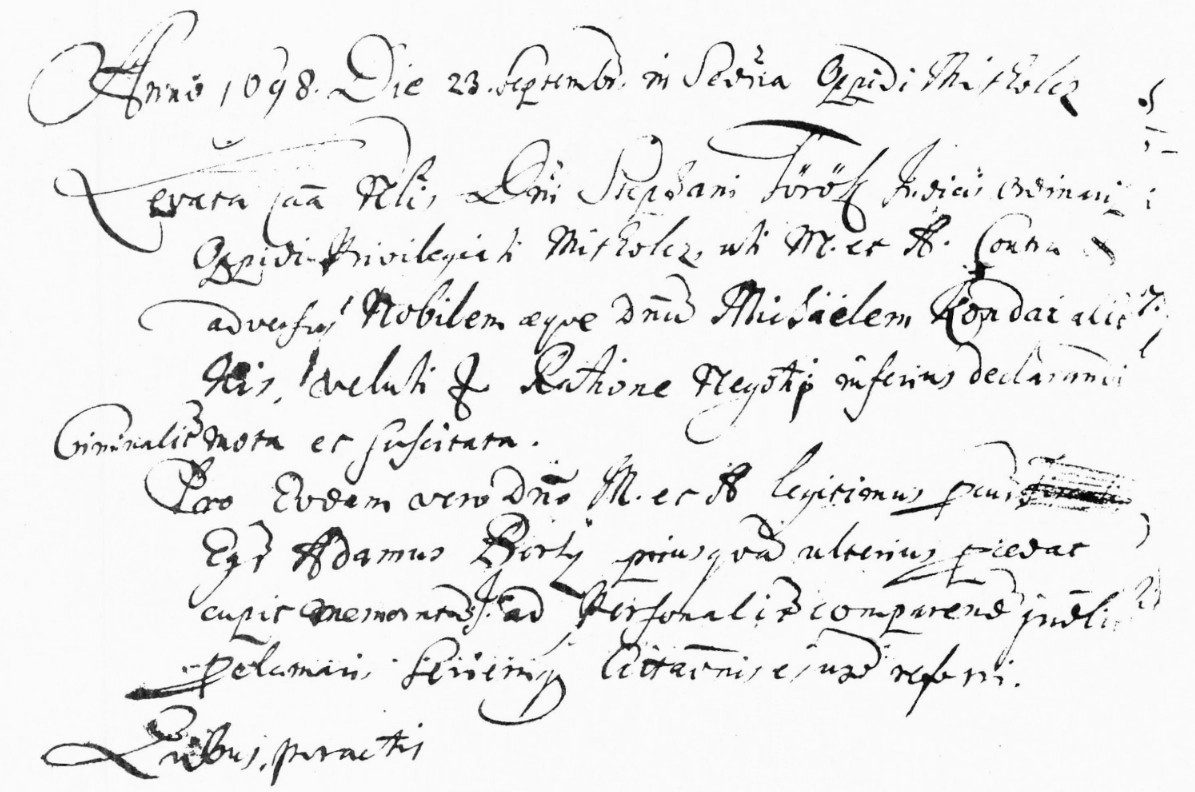
Kondai Kiss Mihály kihallgatási jegyzőkönyvének részlete

Nincs adat arról, hogy a két pallossal hány embert fejeztek le. A legkülönösebb kivégzés azonban kétségkívül 1698-ban volt, amikor Miskolc Kondai Kiss Mihálynak, saját főbírájának vette fejét. Kiss Mihály a Miskolchoz közeli Kondóból származott, és „bűnbeesésekor” 30 év körüli, „javakorabeli”, nős ember volt. A főbírót 1698. szeptember 19-én vendégségbe hívta egy Szűcs András nevű tehetős polgár. Az asztalnál jól tartották, etették, itatták, és a vendégek között volt egy György Erzsébet nevű leány is, akiről „a városban pajkos mendemondák keringtek”. A vendégségből a főbíró és a leány együtt távozott, de hogy valójában mi történt, nem lehet tudni. Mindenesetre már másnap reggel elterjedt a hír a főbíró házasságtöréséről, és tanúk is jelentkeztek, az egyik a vendéglátó Szűcs András volt (a többiek: Hevesi István, Szombati András és Deáki Zsigmond, akik már előre elrejtőztek a várható tetthelyen, Ivócs Istvánné kertje végén). A városi ítélőszék (Török István, az új főbíró, mint felperes, Borhy Ádám felperesi ügyvéd, Miskolczy István a vádlott ügyvédje, Váczy András szolgabíró, Sárkány István és Forray János esküdtek) szeptember 23-án, a tanúk vallomása alapján bűnösnek találta Kondai Kiss Mihályt, és fővesztésre ítélte. Tárgyalták volna György Erzsébet ügyét is, de terhessége miatt elhalasztották. Az ítélet átment a megyei törvényszéken (id. Szathmáry József, Muraközy Márton, Aszalay András és Hosszúfalussy János táblabírák) is, és Kondai Kiss Mihályon október 3-án vagy 4-én végrehajtották az ítéletet Miskolc piacterén, a holttestet pedig az avasi, vagy a deszkatemető árkában földelték el.
Az eset minden bizonnyal a koncepciós perek egyik korai esetének tekinthető. Kondai Kiss Mihály állítólag szigorú, kemény, sőt kegyetlen főbíró volt, és feltehető, hogy volt egy érdekcsoport, amelynek az útjában állt. Megszervezték a találkozót, biztosították a kellő mennyiségű bort, gondoskodtak nőről és az előre lesbe állított tanúkról, és sikerült eltakarítani az útjukból a főbírót. György Erzsébet ügyében sem akkor, sem később nem született ítélet.
Az esetről – a történteket szabadon értelmezve – Tompa Mihály írt verset A miskolci bíró címmel.